# Electric City
Electric City — en español: Ciudad Eléctrica — es una canción del grupo Black Eyed Peas, que se encuentra en su quinto álbum de estudio: ¿¿The E.N.D¿¿. Tiene a Fergie como voz principal.
El tono de esta canción hace referencia a su nombre ya que la mayor parte contiene ritmos Electro y en los coros contiene ritmos Dance.
Además los 3 miembros del grupo utiliza un Auto-Tune demasiado notable en los versos del sencillo (Exceptuando a Fergie en algunas ocasiones del Coro) y contiene elementos de "I Want Candy" originalmente interpretada por The Strangeloves.
Esta canción nunca fue estrenada ni utilizada como sencillo promocional ya que ha pasado inadvertida.

## Repartición de voces
Con una melodía del género Electro The Black Eyed Peas nos interpretan la canción de la siguiente manera:
Will.i.Am = Verso 2
Fergie = Verso 1, Coro
Taboo = Ausente
Apl.de.Ap = Verso 3
- Datos: Q5829006